# Kovács Katalin (szociológus)
Kovács Katalin (Budapest, 1954. október 9. –) magyar szociológus, okleveles etnográfus, egyetemi doktor (1986), a szociológiai tudomány kandidátusa (1997).

## Családi állapota
Elvált, egy gyermeke van.

## Életpályája
1978-ban az ELTE Bölcsészettudományi Karán szerzett okleveles etnográfus végzettséget. 1979–1980-ban az MTA Néprajzi Kutatócsoport gyakornoka volt. 1980 és 1986 között az MTA Dunántúli Tudományos intézetének segédmunkatársaként dolgozott. 1982-ben az ELTE Bölcsészettudományi Karon szociológusi diplomát, majd 1986-ban ugyanitt egyetemi doktori címet szerzett. 1986 és 1996 között az MTA Regionális Kutatások Központja Budapesti Osztályának munkatársa, majd 1997–1999 között főmunkatársa volt.
1997-ben lett a szociológiai tudomány kandidátusa.
2000 és 2016 között az MTA RKK KÉTI Térségfejlesztési Kutatások Osztályának tudományos osztályvezetőként dolgozott. 2017-től a Magyar Tudományos Akadémia Közgazdaság- és Regionális Tudományi Kutatóközpont Regionális Kutatások Intézetének igazgatója.

## Tagságai
- 1978 – Magyar Néprajzi Társaság, tag
- 1982 – Magyar Szociológiai Társaság, tag
- 1990 – European Society for Rural Sociology, tag
- 1997 – MTA Szociológiai Bizottság, tag
- 2002 – Magyar Regionális Tudományi Társaság, tag

## Díjai, elismerései
- 2006 Polányi Károly-díj, Magyar Szociológiai Társaság
- 2008 Községekért, Kistelepülésekért, Kistérségekért díj
- 2008 Pro Régió Díj
- 2009 Kemény Bertalan Falufejlesztési Díj
- 2014 Magyar Érdemrend Lovagkeresztje

## Kutatási területe
A vidéki térségek és települések társadalmi, gazdasági folyamatai.

## Művei
Számos cikket, tanulmányt publikált, könyve jelent meg. Több mű szerkesztői munkáját végezte el.

### Könyvek
- Integráció vagy széttöredezés? Társadalomszerkezeti változások egy dunántúli aprófaluban. Pécs, MTA RKK 1987. 103 p.

### Könyvszerkesztőként
- Városon innen, falun túl... Társadalomföldrajzi vizsgálatok Aszódon. Szerk. Asztalos I., Kovács K. and Zentai V. Aszód, Petőfi Múzeum 1989. 397 p.
- Település, gazdaság, igazgatás a térben. Pécs, MTA RKK 1993. 280 p
- Függőben. Közszolgáltatás-szervezés a kistelepülések világában. Szerk. Kovács K – Somlyódyné Pfeil E. Budapest, CompLex Kiadó, 2008. 445 p.
- A területi kutatások csomópontjai. Szerk. Barta Gy, Beluszky P, Földi Zs, Kovács K Pécs: MTA Regionális Kutatások Központja, 2010. 531 p.
- Többcélú küzdelem. Helyzetképek a kistérségi közoktatásról. Szerk. Balázs É – Kovács K. Budapest, Oktatáskutató és Fejlesztő Intézet, 2012. 468 p.
- Balázs Éva – Kovács Katalin: Többcélú küzdelem. Helyzetképek a kistérségi közoktatásról. Oktatáskutató és Fejlesztő Intézet, Budapest, 2012. 468 p.[2]
- Hátrányban Vidéken. Szerk. Kovács K. – Váradi M. M. Budapest, Argumentum, 2013. 384 p